# Katarina Svantepolksdotter
Katarina Svantepolksdotter, död 1329, var en svensk abbedissa, dotter till Svantepolk Knutsson och Benedicta Sunesdotter (Bjälboätten).
Hon blev liksom sin syster Ingegärd nunna i Vreta kloster 1256 och valdes till abbedissa år 1289. Hennes regeringstid har beskrivits som klostrets blomstring. Hon avsade sig ämbetet och avgick 1323. Hon efterträddes av sin syster Ingrid.